# Cine de Afganistán
El cine de Afganistán se introdujo en el país a principios del siglo XX. Los cambios políticos de Afganistán no han permitido que el cine del país crezca a lo largo de los años. Sin embargo, durante el siglo XX se han realizado numerosas películas en idioma pastún y persa darí, tanto dentro como fuera de Afganistán. El cine de Afganistán entró en una nueva fase en 2001.
El emir Habibulá Khan (reinó desde 1901 hasta 1919) introdujo el cine en Afganistán, pero únicamente en la corte real. En 1923-1924, el primer proyector —«caja mágica» o mageek lantan («linterna mágica»)— mostró al público la primera película muda en Paghman. La primera película afgana, Love and Friendship, fue producida en 1946.
Cuando el incipiente cine afgano se inauguró en 1968, produjo documentales y noticieros que destacaban las reuniones y conferencias oficiales del gobierno. Todas estas películas se proyectaban en las salas antes de las películas, que normalmente eran de la India. El primer largometraje realizado en Kabul por Afghan Film con artistas afganos fue Like Eagles protagonizado por Zahir Waida y una joven llamada Najia. Poco después, esta productora afgana hizo una película en tres partes con el título colectivo de Ages, que incluía a 'Smugglers', 'Suitors' y 'Friday Night'. Otras dos películas de la misma época son Village Tunes yDifficult Days. Todas estas películas fueron rodadas en  blanco y negro. Entre los artistas cinematográficos de esta época se encontraban Khan Aqa Soroor, Rafeeq Saadiq, Azizullah Hadaf, Mashal Honaryar y Parvin Sanatgar.
Las primeras películas en color producidas por Afghan Film a finales de los años 60 fueron 'Run Away' (Faraar), 'Love Epic' (Hamaasa e Ishg), 'Saboor Soldier' (Saboor Sarbaaz), 'Ash' (Khakestar), 'Last Wishes' (Akharin Arezo) y 'Migrating Birds' (Paranda Mohajer). Estas películas, aunque no son tan competentes desde el punto de vista técnico como las del extranjero, llamaron la atención de los afganos porque reflejaban su vida. Sin embargo, el cine únicamente se veía en los centros más grandes.
A finales de los años sesenta y setenta, la ayuda soviética incluía formación cultural y se ofrecían becas a los estudiantes interesados en el cine. Sin embargo, como Afganistán no tenía una academia de cine, los futuros cineastas tenían que ser aprendices en el trabajo. Las guerras civiles de la década de 1990 no propiciaron el trabajo creativo y muchas personas que trabajaban en la industria cinematográfica afgana escaparon a Irán o Pakistán, donde pudieron hacer vídeos para ONG.
Cuando los talibanes tomaron el poder en 1996, los cines fueron atacados y muchas películas quemadas. Los talibanes prohibieron ver la televisión y las películas y los cines se cerraron, convirtiéndose en tiendas de té o restaurantes o cayendo en un estado de deterioro. Habibullah Ali de Afghan Film ocultó miles de películas, enterradas bajo tierra o en habitaciones ocultas, para impedir su destrucción por los talibanes. Teardrops fue la primera película post-talibán en 2002, y la primera desde Oruj en 1995.

### Afghan Film
La empresa cinematográfica estatal Afghan Film Organization (AFO), fue creada en 1968 y estaba presidida por Latif Ahmadi (en 2008).
Esta organización también conserva los archivos de películas afganas. Gran parte de ella fue destruida por los talibanes, pero algunos empleados arriesgaron sus vidas para salvar importantes películas, 8000 horas de documentos valiosos. El documental A Flickering Truth dirigido por Pietra Brettkelly, 2005, describe estos actos de rescate y archivo. En 2008, el equipo de Afghan Film recibió un premio de la Society of American Archivists en reconocimiento a su compromiso.
En 2017, el Instituto Afghan Film decidió digitalizar los archivos con el apoyo del gobierno afgano, que financiaba el proyecto. Los fondos de archivos comprenden 32 000 horas de película en formato de 16 mm y 8000 horas de película en formato de 35 mm, que abarcan el período comprendido entre los años veinte y finales de los setenta, antes de las diversas guerras de Afganistán. El director del Instituto, Mohammad Ibrahim Arify, que lleva 36 años trabajando allí, y uno de los empleados, Fayaz Lutfi, estiman que se necesitarán unos dos años para completar la digitalización, cuatro días para una película larga y un día para un documento de archivo. Las bobinas deben limpiarse primero para eliminar el polvo y los arañazos. Además, está la contribución de los particulares que hicieron películas que también ocultaron durante el período talibán. Esta iniciativa también tiene como objetivo permitir a las jóvenes generaciones que únicamente no han vivido los conflictos y a los distribuidores compartir las vidas de «otros tiempos afganos», donde se vivía de una manera más libre, más próspera y más alegre. El Instituto también tenía previsto proyectar en lugares aislados, privados de televisión o acceso a Internet, y controlados en gran medida por los insurgentes, a pesar del riesgo de estos desplazamientos.

### Renovación delsigloXXI
Antes de los atentados del 11 de septiembre de 2001, el director Mohsen Makhmalbaf llamó la atención sobre Afganistán con su película Kandahar. El film es un intento de recordar al mundo un país olvidado. Más tarde, Yassamin Maleknasr , Abolfazl Jalili, Samira Makhmalbaf y Siddiq Barmak hicieron importantes contribuciones al cine persa en Afganistán. Siddiq Barmak también es director del Movimiento para la Educación de los Niños de Afganistán, una asociación que promueve la alfabetización, la cultura y las artes, fundada por el director iraní Mohsen Makhmalbaf. La escuela capacita a actores y directores de cine emergente en Afganistán. El 19 de noviembre de 2001, Bakhtar fue el primer cine en reabrir sus puertas, donde miles de personas entraron ese día.
En Djomeh (2000), dirigida por uno de los asistentes de Abbas Kiarostami, Hassan Yektapanah , la historia se centra en el destino de uno de los dos millones de refugiados afganos que se encuentran en Irán sin estatus legal. Cuando el actor afgano no reconocido de la película fue invitado al Festival de Cine de Hamburgo y luego se negó a volver a entrar en Irán, su historia se convirtió en otra película, The Path of Paradise (2002), del arquitecto-actor-director. Mahmoud Behraznia , que vive en Alemania.
El cine de animación surgió durante los años 2000 con varios cortometrajes. En 2012, Abbas Ali completó su primer cortometraje en imágenes generadas por  ordenador en idioma hazara, Buz-e-Chini, producido en parte en Pakistán, de donde el director tuvo que huir después de la toma del poder talibán. Al mismo tiempo, el país produce cortometrajes de música educativa.
Con el regreso de los talibanes al poder en 2021, el nuevo gobierno fundamentalista volvió a prohibir de facto la proyección de películas y decretó el cierre de salas de cine a lo largo del país. Las actrices y cineastas están amenazadas de muerte por el régimen talibán, por lo que buena parte de ellas han huido al exilio o permanecen en el anonimato.

## Películas notables
Estas películas han tenido distribución teatral o han sido premiadas en prestigiosos festivales de cine. También aparecen en la lista más popular del IMDb.
- Kandahar (2001) - 20+ Film festivals
- Osama (2003)[15] Winner of Golden Globes
- Earth and Ashes (2004)
- Zolykha's Secret (2006)
- Kabuli Kid (2008)
- Opium War (2008)
- Buzkashi Boys (2012)- Nominada al Óscar
- The Black Tulip (2010)
- The Patience Stone (2012)[16]
- Madrasa (2013)
- Wajma (2013), an Afghan Love Story
- A Few Cubic Meters of Love (2014)
- Mina Walking (2015)
- Utopía (2015)

## Cine extranjero
Se hicieron muchas películas extranjeras en Afganistán, incluyendo películas en hindi como Dharmatma y Khuda Gawah de Feroz Khan, y la película estadounidense The Beast dirigida por Kevin Reynols.
en 1988.
Desde la caída de los talibanes, se han hecho películas hechas en Afganistán o relacionadas con Afganistán, incluyendo Kabul Express, Escape From Taliban y el film británico In This World.
The Hollywood-produced The Kite Runner, que obtuvo una nominación en los 
 80.º Premios Óscar, por Best Achievement in Music Written for Motion Pictures, Original Score. La película también recibió críticas positivas.